# Ронгерік
Атол Ронгерік або Атол Ронгдрік (Маршальською: 'Ron̄dik', [rʷɔŋʷ(o͡e)r̪ʲi͡ɯk]) це кораловий атол, що складається з 17 островів у Тихому океані, і знаходиться в Ланцюгу Ралік Маршаллових островів, приблизно в 200 км від Атола Бікіні. Його загальна площа земної поверхні становить лише 1,68 квадратних кілометри, але він охоплює собою лагуну в 144 квадратних кілометри.

## Історія
Атол Ронгерік був названий Німецькою імперією разом з іншими Маршалловими островами, коли вони були закріплені за нею в 1884. Після Першої світової війни, острів почав підпорядковуватися Південному Тихоокеанському мандату Японської Імперії, хоча острів залишався ненаселеним. Наприкінці Другої світової війни, він перейшов під контроль Сполучених Штатів і став частиною Підопічної території ООН Тихоокеанські острови до прийняття незалежності Маршаллових Островів в 1986.
Найбільш відомим це місце стало завдяки тимчасовому перебуванню на ньому з 7 березня 1946 по 14 березня 1948 корінного населення атола Бікіні, яке евакуювали туди через проведення Сполученими Штатами Операції «Crossroads» з ядерних випробувань. Після місяців нестачі їжі й виснаження їх спочатку переселили до Кваджалейну, а згодом на острів Кілі. 1 березня 1954, Ронгерік отримав радіоактивне забруднення внаслідок ядерного вибуху «Bravo» при проведенні Операції «Castle».